# Riccardo Lattanzi
Riccardo Lattanzi (Ancona, 10 aprile 1934 – Roma, 13 luglio 1991) è stato un arbitro di calcio e dirigente arbitrale italiano.

## Biografia

Lattanzi (al centro, in secondo piano) assiste ai convenevoli di rito fra il capitano juventino Causio e quello cagliaritano Brugnera, prima della gara di Serie A del 30 marzo 1980

Laureato in giurisprudenza, Riccardo proviene da una famiglia con la passione per il calcio: il padre Vitale, capostipite della famiglia, dopo una lunga carriera divenne "arbitro benemerito"; il fratello Renato per lungo tempo fece da guardalinee proprio a Riccardo; un secondo fratello, Vittorio, è stato anch'egli apprezzato arbitro di serie A. Dopo una carriera dirigenziale prima nelle Ferrovie dello Stato e poi al Ministero del Lavoro, alla fine degli anni '70 Riccardo entra nell'azienda di famiglia nel campo dell'arredamento.
Inizia la sua attività arbitrale nel 1953 a 19 anni. L'esordio in serie B è dell'11 settembre 1966. Esordisce in A il 7 gennaio 1968. Diventa arbitro internazionale nel 1973. Premio "Florindo Longagnani" 1967-1968, destinato al miglior debuttante in serie A, consegue poi i prestigiosi premi "Giovanni Mauro" nella stagione 1973-1974, "Giovanni Galeati" nel 1977-1978, "Generoso Dattilo" nel 1980-1981. Dirige 160 gare in serie C, 116 gare in serie B, 134 gare in serie A (tra cui "classiche" del campionato come 1 Juventus-Inter, 1 derby di milano e 1 Milan-Juventus), 50 gare in Coppa Italia.
Dirige la finale di Coppa Italia Napoli-Verona nel 1976 e due semifinali di Coppa UEFA: nell'aprile 1976 Liverpool-Barcellona 1-1 e nell'aprile 1979 Hertha Berlino-Crvena Zvezda 2-1.
Partecipa come guardalinee nella terna guidata da Alberto Michelotti agli Europei di calcio 1980 in Italia.
Rappresenta gli arbitri italiani e partecipa come guardalinee, anche nella finale, in rappresentanza dell'Italia ai Giochi della XXII Olimpiade (Mosca 1980) nella sub-sede di Leningrado.
Vanta 85 presenze in campo internazionale. Diresse la finale di Coppa delle Coppe il 13 maggio 1981 a Düsseldorf, ultima gara della carriera, tra Dinamo Tbilisi e Carl Zeiss Jena (2-1).
Nel 1981, pur avendo ancora alcuni anni di attività a disposizione, lascia i campi di calcio per ricoprire incarichi dirigenziali a livello federale. Diventa allora uno dei più grandi dirigenti dell'Associazione Italiana Arbitri (A.I.A.).
Fu incaricato di preparare la versione italiana delle norme emanate dall'International Football Association Board.
Già Vicepresidente della Sezione A.I.A. di Roma (1969-1981), nel 1987, nella veste di Commissario Straordinario, fonda la seconda Sezione Arbitri di Roma ("Roma 2"). Nel 1988-1989 ricopre l'incarico di Presidente del Comitato Regionale Arbitrale del Lazio. Sempre nel 1988 viene nominato membro della Commissione Carte Federali e delegato U.E.F.A. Viene nominato Vicepresidente dell'A.I.A. Alla fine della sua carriera diventa responsabile della Scuola Arbitrale, una scuola centrale di arbitraggio che, sotto suo progetto, venne fondata per uniformare a livello nazionale le varie direzioni.
Muore prematuramente, nel 1991, dopo lunga malattia, a cui fa tuttavia sempre fronte, svolgendo fino alla fine i suoi impegni di dirigente e lavorando fino all'ultimo giorno per completare la versione Italiana delle regole del gioco del calcio. Nel 1992 gli viene assegnato, alla memoria, il premio "Saverio Giulini" destinato al miglior dirigente dell'A.I.A. Nel 2007, in occasione del suo ventennale, la Sezione Arbitri "Roma 2", nel frattempo cresciuta fino a diventare tra le più grandi d'Italia, viene intitolata a suo nome. A suo nome viene anche istituito il "Premio Nazionale Riccardo Lattanzi" che ogni anno premia il miglior arbitro CAN-C.

## Riconoscimenti
- Premio "Florindo Longagnani" (1967-1968) come miglior arbitro esordiente in serie A.
- Premio "Giovanni Mauro" (1974-1975) come miglior arbitro della stagione in serie A.
- Premio "Giovanni Galeati" (1977-1978) come miglior arbitro della stagione assunto a ruolo internazionale.
- Premio "Generoso Dattilo" (1980-1981) come miglior arbitro internazionale.
- Premio "Saverio Giulini" (1992) come miglior dirigente A.I.A. (conferito postumo).
- A lui si deve la fondazione della Seconda Sezione Romana degli Arbitri, a lui intitolata[2].
- A suo nome è stato istituito il "Premio Nazionale Riccardo Lattanzi" che ogni anno premia il miglior arbitro CAN-C.
- È stato nominato Commendatore della Repubblica Italiana.